# Regimiento de Infantería Inmemorial del Rey n.º 1
El Regimiento de Infantería Inmemorial del Rey n.º 1 es una unidad militar española perteneciente al Ejército español, siendo la unidad militar permanente más antigua del mundo.

## Historia

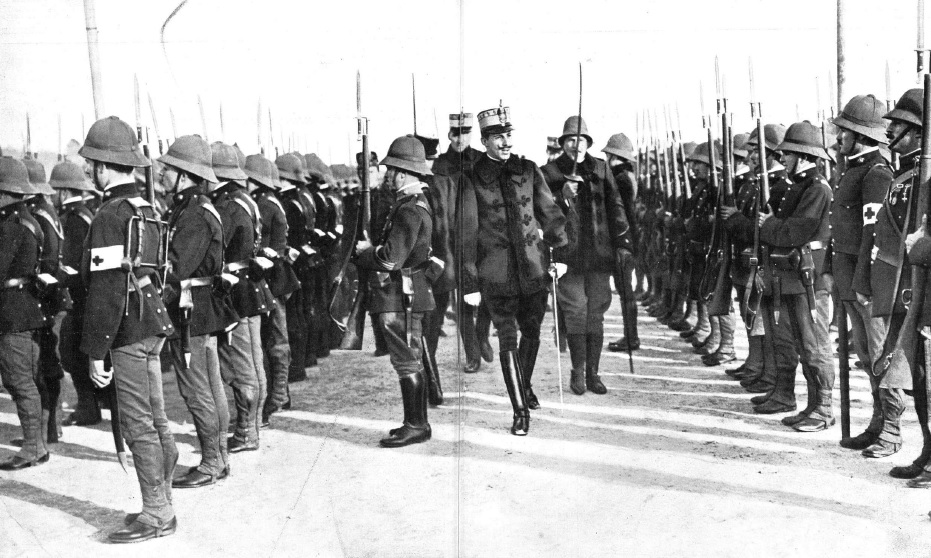
El rey Alfonso XIII pasando revista al Regimiento del Rey en el Cuartel de María Cristina en 1916.

La unidad fue creada tras la toma de Sevilla en el año 1248 por el rey Fernando III de Castilla, como «Banda de Castilla». Desde entonces ha permanecido en el orden de batalla del ejército español, habiendo sido modificado su nombre en varias ocasiones, como cuando se convirtió en Tercio y recibió el sobrenombre de «Morados de Castilla».
Hasta mediados del siglo XVII la unidad ejerce las funciones de guardia real para los soberanos, primero de Castilla y posteriormente de España. Es en la fecha de 1634 cuando el rey Felipe IV decide crear una coronelía compuesta con un número de soldados veteranos de entre 2500 y 3000, con procedencia de todas las unidades del Ejército, con el objetivo de que fueran «freno de los enemigos de mi Corona». La unidad recibió el nombre de Coronelía Guarda del Rey, y se fundó en la plaza de Almansa, al mando de Don Gaspar de Guzmán, conde-duque de Olivares, con el sobrenombre de «El Freno», que aún hoy ostenta.
Sigue el decreto de creación de la Coronelía Guarda del Rey (parcial):
“Sabed que yo he mandado formar una Coronelia de 2.500 a 3.000 infantes, soldados viejos, que se nombre y tenga privilegio de mi guarda siempre que yo saliere personalmente, y nombrado por coronel della al Conde-duque de San Lucar. [...] Que por ser esta Coronelia (como va referido) de mi guarda ha de preceder a las demás que he mandado formar.
Que ha de tener privilegio la gente della (como se le concedo) de no salir de España, si no fuera saliendo yo en persona. Que asimismo tenga privilegio de no meterla en castillos, ni fortalezas, sino en caso de estar sitiados de enemigos, o para sitiar. Que los servicios hechos en esta Coronelia, se ayan de reputar como de guerra viva, para ir ascendiendo a todos los puestos que pueden tener las personas que fueren en ella, conforme a las ordenanzas militares que mandé publicar en 28 de junio de 1632. [...] Y porque reconociendo el Reyno la necesidad, y conveniencias de la formación desta Coronelia y buenos efectos que podrán resultar, sirviendo en ella este número de gente vieja y particular, me suplicó [...] prohibiendo hacerse levas forzosas de Infantería en el, tuviese efecto el levantar esta Coronelia, para poner Freno a los Enemigos de mi Corona...”.
La unidad permaneció en Almansa viendo crecer sus efectivos entre abril de 1632 y enero de 1635, fecha de su partida hacia Cataluña, con objeto de participar en la guerra contra Francia. Por entonces debía de contar con unos 400 integrantes.
De este regimiento salieron los soldados con los que se fundó la Infantería de Marina.
En 1965 este Regimiento pasó a pertenecer a la Brigada de Infantería de Defensa Operativa del Territorio I. 
El lema del regimiento es «Levanto esta coronelía para poner freno a los enemigos de mi Corona».

## Actualidad

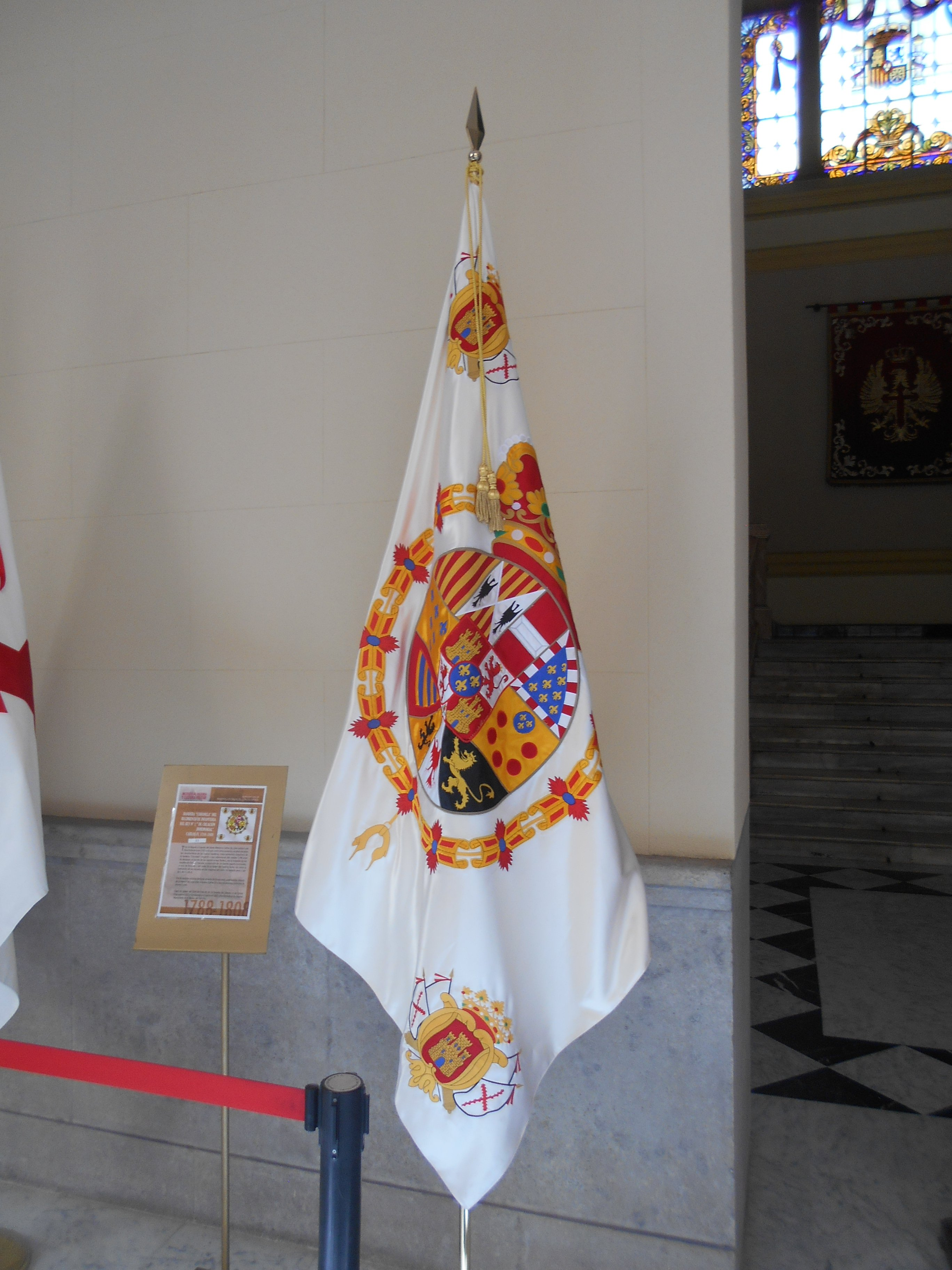
Bandera Coronela del Regimiento de Infantería del Rey n.º 1 «de Creación Inmemorial», reinado de Carlos IV (1788-1808), Gobierno Militar de Barcelona.

El regimiento da servicio al Cuartel General del Ejército de Tierra, situado en el Palacio de Buenavista en la madrileña plaza de Cibeles. Además, uno de sus Batallones (el de honores), se dedica a rendir honores de Estado a las más altas dignidades que visitan España, así como a las autoridades nacionales.
En el Inmemorial del Rey es donde los Príncipes de Asturias sientan plaza como soldados del Ejército Español.
Su organización actual es la siguiente:
- Plana Mayor de Mando
- Unidad de Plana Mayor
- Batallón de Infantería (Honores) «Guardia Vieja de Castilla»
- Unidad de Apoyo y Seguridad
- Unidad de Automóviles
- Unidad de Servicios
- Unidad de Música

## Uniforme
Además del uniforme reglamentario, los soldados del Regimiento Inmemorial hacen uso de otros uniformes de época, como el de la época de Alfonso XIII, o el uniforme de granaderos de principios del siglo XIX.

## Mandos destacados
- Conde-duque de Olivares (1634)
- Luis Méndez de Haro (1644)
- Conde de Fernán Núñez (1762)
- Luis Rebolo y Pont (1776)
- Manuel Pavía Alburquerque (1868)
- Pío López Pozas (1914)
- Camilo Menéndez Tolosa (1941)